# Креховецький Михайло Михайлович
Миха́йло Миха́йлович Крехове́цький (24 грудня 1971 — 24 квітня 2016) — солдат Збройних сил України, учасник російсько-української війни.

## Життєпис
Народився 1971 року в селі Солуків (Долинський район, Івано-Франківська область), де закінчив загальноосвітню школу й працював.
2015 року мобілізований до лав Збройних Сил України; солдат 58-ї окремої мотопіхотної бригади. Брав участь в боях на сході України.
23 квітня 2016 року під час обстрілу позицій взводного опорного пункту поблизу смт Луганське Бахмутського району Михайло Креховецький зазнав важкого осколкового поранення. Його доставили до харківського Військово-медичного клінічного центру Північного регіону, де від отриманого поранення Михайло помер 24 квітня.
28 квітня 2016 року похований в селі Солуків Долинського району.

## Нагороди та вшанування
- указом Президента України № 421/2016 від 29 вересня 2016 року «за особисту мужність і високий професіоналізм, виявлені у захисті державного суверенітету та територіальної цілісності України, вірність військовій присязі» — нагороджений орденом «За мужність» III ступеня (посмертно)[1].